# У твого порога
«Біля твого порогу»  — радянська кіноповість режисера Василя Ординського 1962 року про німецько-радянську війну. Фільм чорно-білий.

## Сюжет
Фільм оповідає про епізоди оборони Москви восени 1941 року. Зенітні батареї протиповітряної оборони в оперативному порядку було перекинуто в район Лобні, щоб запобігти прориву німецьких танків. Один з гарматних розрахунків зайняв позицію на розвилці, біля будиночка, в якому живе жінка з трьома дітьми. Художній фільм має документальну основу. У Лобні, на місці героїчної оборони зенітників, встановлено пам'ятник зенітній гарматі.

## У ролях
- Надія Федосова —  мати
- Петро Любешкін —  батько
- Лілія Дзюба —  Ліза
- Борис Юрченко —  Михайло Васильович Прохоренко
- Юрій Горобець —  Перекалін
- Микола Граббе —  шофер Михайло Васильович
- Роман Хомятов —  Берсеньєв
- Віктор Філіппов —  Овсій Васюта
- Інна Виходцева —  «До побачення, миленький, видужуй!», медсестра
- Юрій Смирнов —  сибірський хлопчина
- Валерій Погорельцев —  Леонід Чернишов
- Станіслав Соколов —  лейтенант
- Ервін Кнаусмюллер —  ополченець
- Георгій Мартинюк —  поранений в поїзді
- Василь Ординський — епізодична роль офіцера

## Знімальна група
- Сценарист: Семен Нагорний
- Режисер-постановник: Василь Ординський
- Композитор: Веніамін Баснер
- Оператор-постановник: Ігор Слабневич
- Художники-постановники: Арнольд Вайсфельд, Борис Немечек